# Anton Graff
Anton Graff (Winterthur, 18 novembre 1736 – Dresda, 22 giugno 1813) è stato un pittore svizzero.

## Biografia
Anton Graff fu un ritrattista svizzero, senza dubbio il maggiore del '700.
Figlio di Ulrich Graff, si ribellò al padre che voleva che diventasse notaio.
Fu chiamato il Tintoretto svizzero. Ritrasse Gluck, Federico il Grande, von Kleist, Herder e Weisse.
Uno dei suoi più famosi ritratti è però quello di Konrad Ekhof.

## Galleria d'immagini

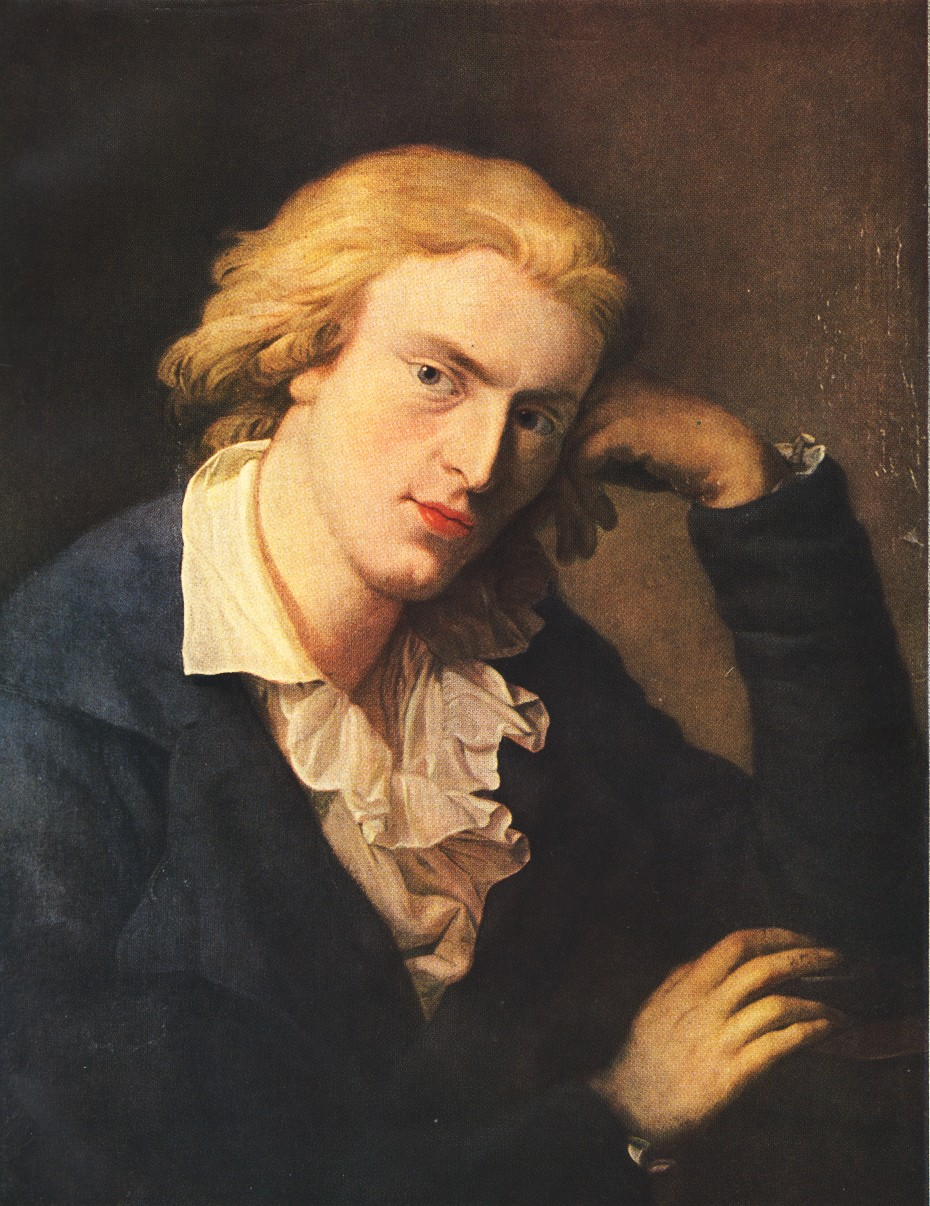
Friedrich Schiller.
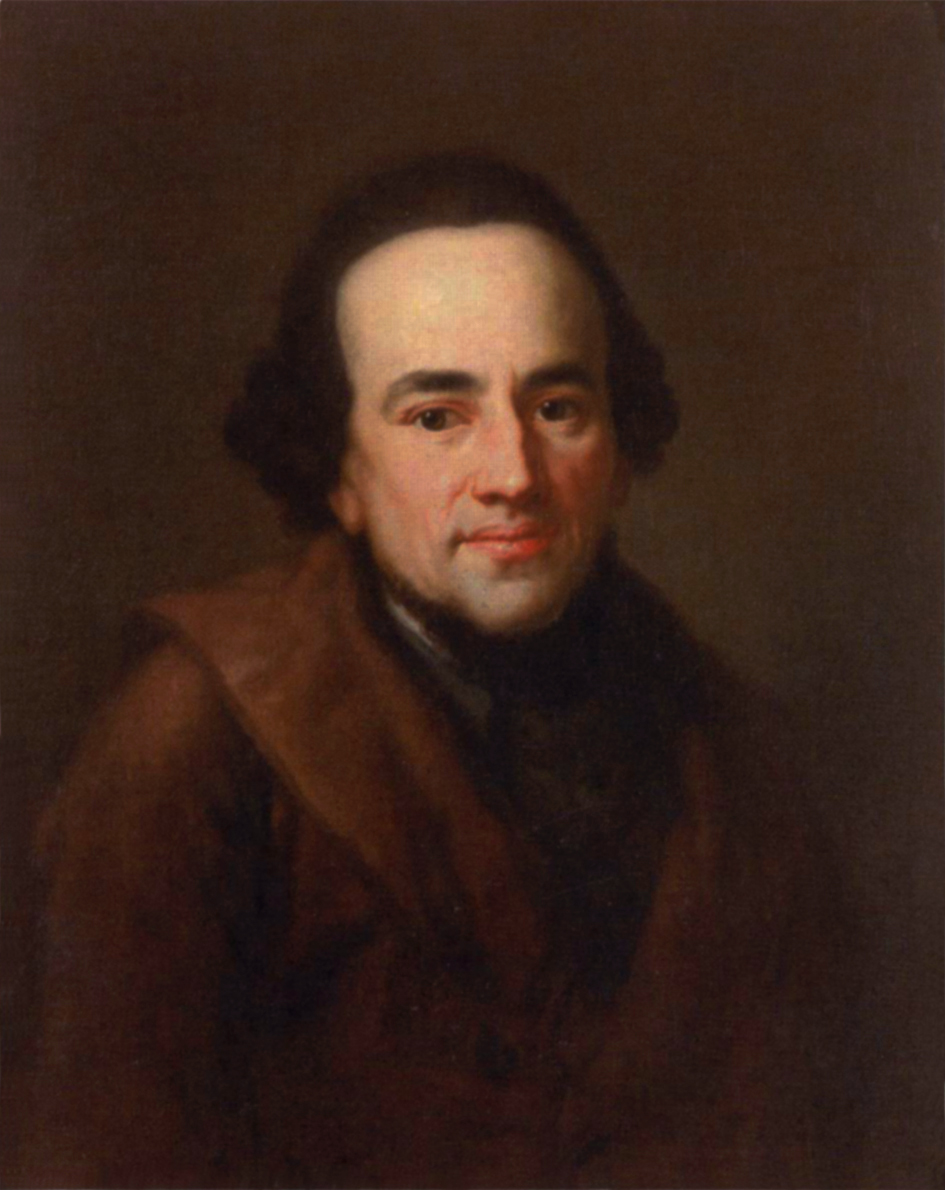
Moses Mendelssohn (1771).
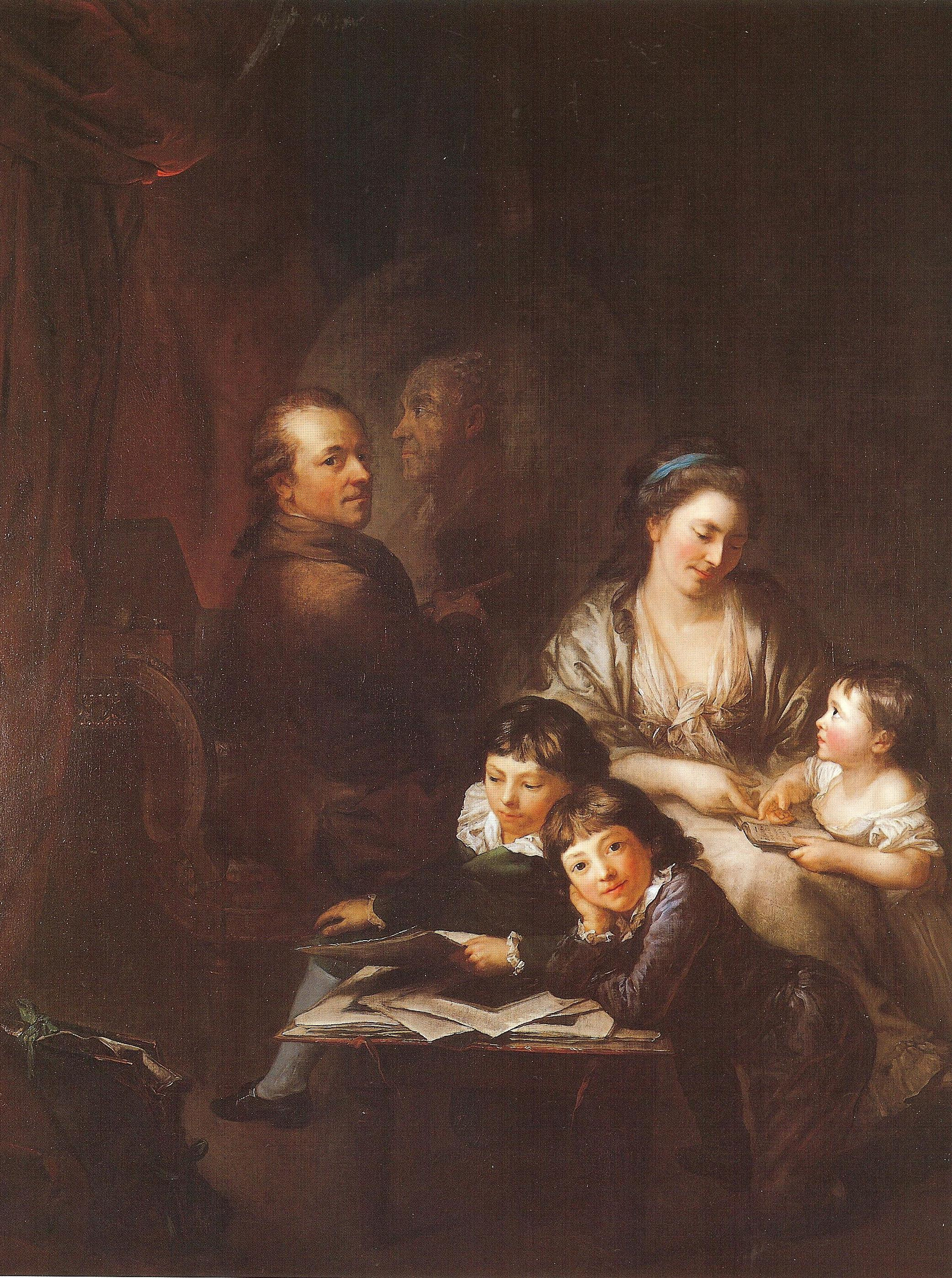
Autoritratto
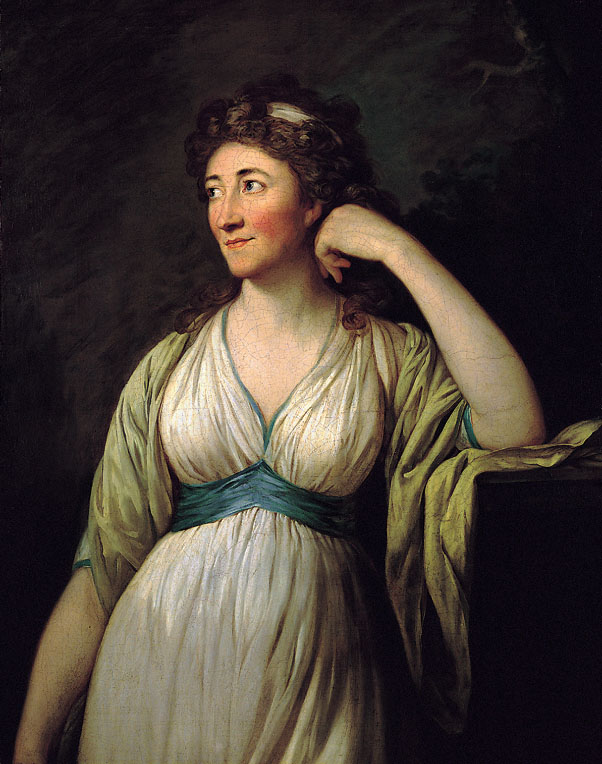
Elisa von der Recke (1797).
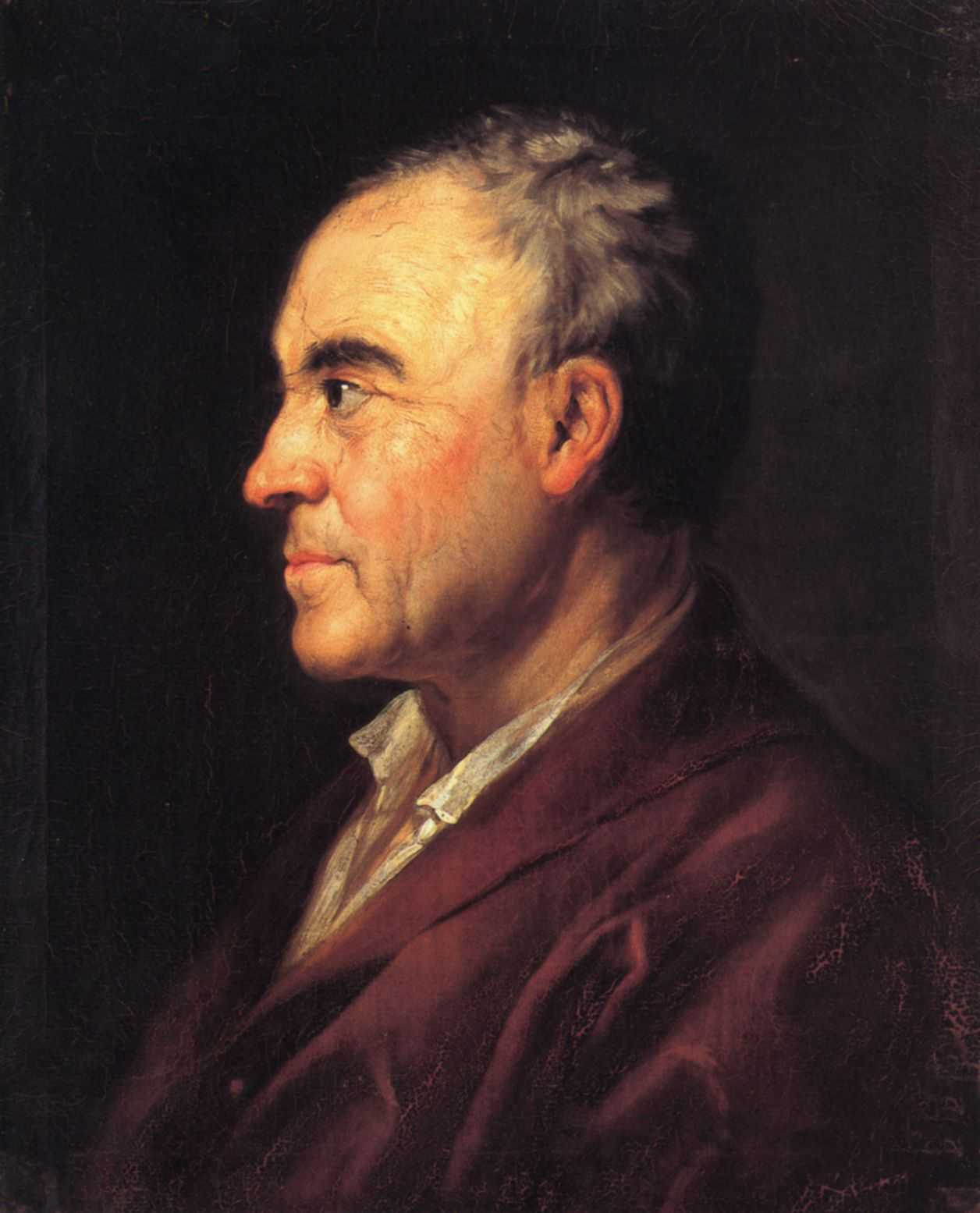
Johann Georg Sulzer (1774).
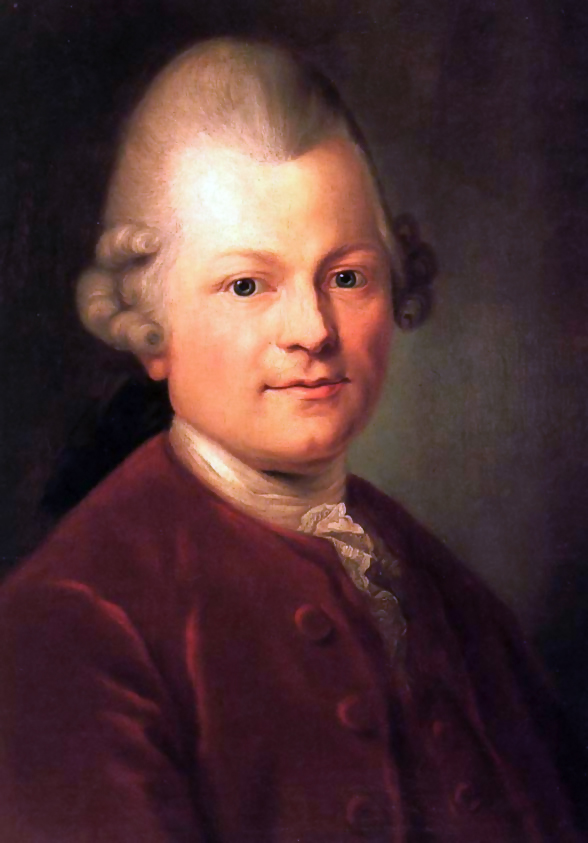
Gotthold Ephraim Lessing (1771).
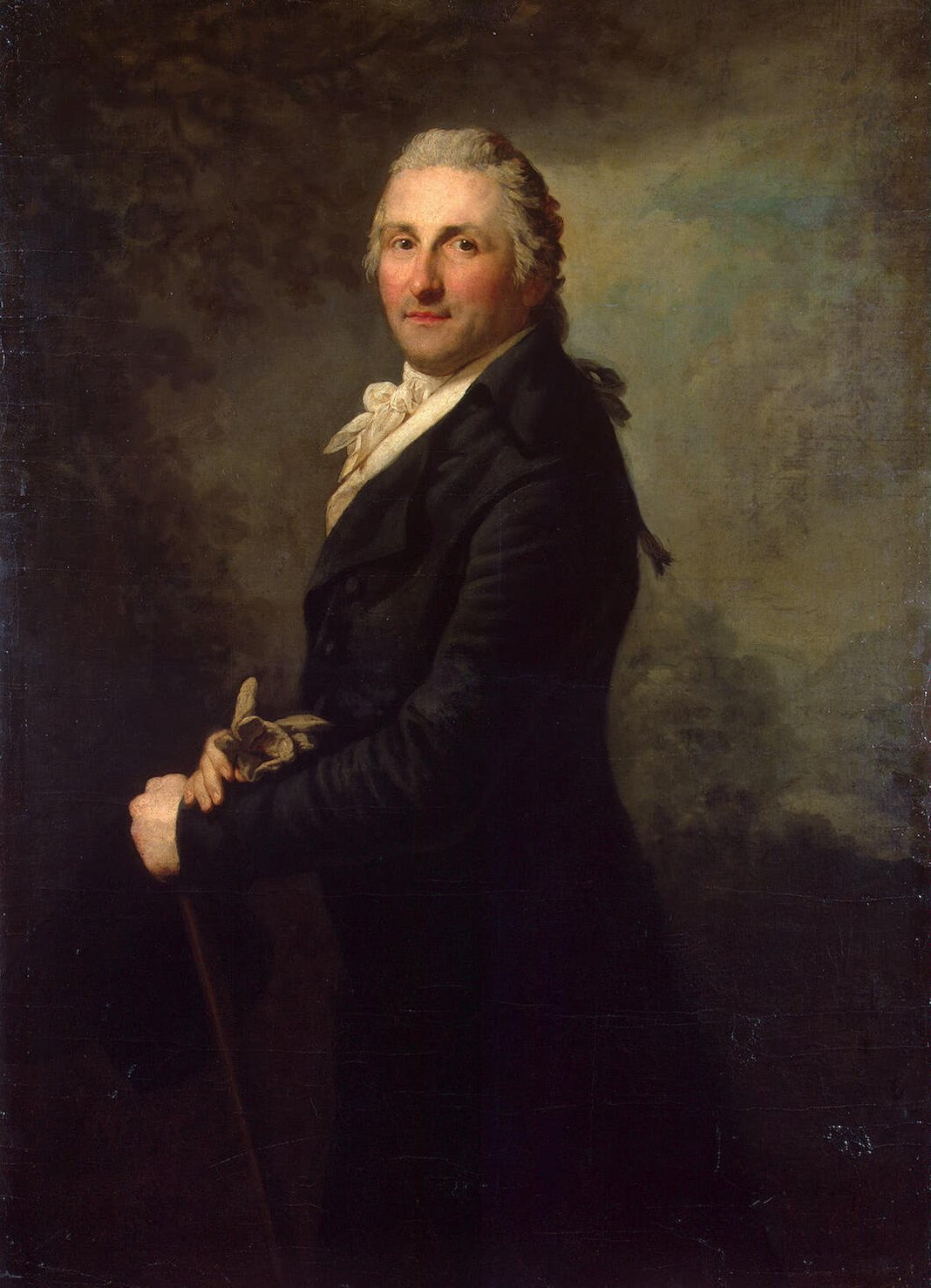
George Leopold Gogel (1796).